# Khaplu
Khaplu è una città nella regione di Gilgit-Baltistan, e il capoluogo del distretto di Ghanshe.